# Rafael Uribe Uribe (Bogotà)
Rafael Uribe Uribe è una località del distretto della capitale di Bogotà, in Colombia. È designato ufficialmente come distretto (località) numero 18.